# Faro di Ida Lewis Rock
Il faro di Ida Lewis Rock è stato un faro di Newport, nel Rhode Island. Originariamente chiamato faro di Lime Rock, nel 1924 fu rinominato in onore di Ida Lewis, la guardiana che visse e lavorò nel faro dal 1857 al 1911 famosa per il suo coraggio e i numerosi salvataggi compiuti. 

## Storia
Nel 1853 il Congresso degli Stati Uniti d'America autorizzò la costruzione di un faro a Newport nella zona di Lime Rock, un gruppo di scogli sommersi di origine calcarea situati a circa 200 metri dalla costa che costituivano un pericolo per la navigazione, e stanziò a tale scopo la somma di 1000 dollari.
Inizialmente il faro consisteva solo in una tozza torre in pietra destinata ad ospitare la lanterna ad olio e una lente di Fresnel di sesto ordine. Il guardiano risiedeva in città e doveva ogni volta raggiungere il faro in barca per occuparsi della luce. In caso di maltempo poteva disporre solo di una piccola capanna in legno situata accanto alla torre.
Il primo guardiano del faro fu Joseph Stockbridge Lewis, uno degli operai che aveva lavorato alla sua costruzione, figlio del primo matrimonio di Hosea Lewis. Joseph abbandonò l'incarico dopo soli sei mesi e alla fine del 1853 il posto venne assegnato al padre Hosea, un pilota di navi guardiacoste in pensione.

Nel 1857 venne costruita accanto al faro una casa di due piani per il guardiano e Hosea vi si trasferì con la sua famiglia. Pochi mesi più tardi però egli fu colpito da un ictus che lo lasciò disabile e del faro iniziarono ad occuparsi sua moglie ed in particolare sua figlia Ida. Ida Lewis fu nominata ufficialmente guardiana del faro alla morte della madre nel 1879 e svolse tale incarico fino alla sua morte nel 1911. Durante quegli anni compì numerosi salvataggi e divenne famosa in tutto il paese per la sua abilità e il suo coraggio.
Edward Jansen, già guardiano del faro di Sandy Hook, venne nominato come nuovo guardiano e svolse tale incarico fino al 1927, quando la luce venne automatizzata e trasferita su una torre in acciaio costruita a fianco dell'edificio adibito ad abitazione. Nel 1924 lo stato del Rhode Island votò per cambiare nome al faro in onore di Ida Lewis. Nel 1928 il vecchio appartamento del guardiano fu acquistato dalla Narragansett Bay Regatta Association e divenne sede del Ida Lewis Yacht Club, ancora esistente. Il faro fu disattivato nel 1963 e la torre in acciaio demolita.
La lente di Fresnel originale è conservata nel Museo della Storia di Newport. Il faro di Ida Lewis Rock è registrato sul National Register of Historic Places al numero 87001700.